# Return to myself (曲)
「Return to myself」（リターン トゥー マイセルフ）は、米倉千尋の13thシングルである。初回盤は「カード（モンコレナイト）」を封入している。

## 収録曲
全作詞・作曲：米倉千尋、編曲：勝又隆一
1. Return to myself
  - テレビアニメ「六門天外モンコレナイト」第二期オープニングテーマ。
  - 5thアルバム『apples』には、特に明記されていないが、リミックス収録されている。
  - ベスト・アルバム『BEST OF CHIHIROX』には、オリジナルバージョンとして、収録されている。
2. 遠くへ
  - 劇場版アニメ「六門天外モンコレナイト～伝説のファイアードラゴン～」主題歌。
  - 5thアルバム『apples』には、特に明記されていないが、イントロが長いアルバムバージョンとして、収録されている
  - ベスト・アルバム『BEST OF CHIHIROX』にも、収録されている。
3. Return to myself（instrumental）
4. 遠くへ（instrumental）